# Herty Lewites
 (janvier 2020).
Si vous disposez d'ouvrages ou d'articles de référence ou si vous connaissez des sites web de qualité traitant du thème abordé ici, merci de compléter l'article en donnant les références utiles à sa vérifiabilité et en les liant à la section « Notes et références ».
Herty Lewites Rodríguez (24 décembre 1939 – 2 juillet 2006) était un homme politique nicaraguayen.

## Biographie
Lewites est né dans le quartier de San Felipe à Jinotepe, fils d'un émigrant juif polonais. Il rejoignit la lutte contre la dictature de Luis Somoza Debayle en 1958 et s'exila au Brésil en 1960. Le frère d'Herty, Israël Lewites, mourut dans l'attaque menée par les Sandinistes contre le cantonnement militaire de Masaya en octobre 1977. Herty n'était pas un combattant, mais était apparemment impliqué dans les questions financières ainsi que dans la contrebande d'armes au profit du mouvement révolutionnaire.
Durant la période de gouvernement sandiniste, dans les années 1980, Lewites était ministre du Tourisme. Il encouragea le développement de projets publics, tel le complexe de station balnéaire de Montelimar (en) en 1986 et le palais des congrès Olof Palme à Managua. Après avoir quitté le gouvernement, il ouvrit « Hertylandia » l'unique parc d'attraction privé du Nicaragua, situé entre Diriamba et San Marcos.
Lewites fut élu au Congrès sous la bannière du FSLN en 1990, année où Daniel Ortega perdit la présidence. Il s'opposa avec Sergio Ramírez, du mouvement pour la rénovation sandiniste (Movimiento Renovador Sandinista ou « MRS »), à la faction du secrétaire général Ortega en 1994. Il se présenta à l'élection municipale à Managua, la capitale, en 1996 en tant que candidat sans étiquette, ce qui entraîna la division du vote Sandiniste et permit au candidat du parti libéral de remporter la victoire. Avec le soutien du « courant affairiste » du FSLN mené par Bayardo Arce Castaño, Lewites rejoignit la ligne majoritaire du FSLN en 1998 et, avec le soutien du parti, il gagna la mairie de Managua en tant que candidat sandiniste aux élections de 2000.
À la suite de la troisième défaite consécutive d'Ortega à l’élection présidentielle de 2001, Lewites plaida en faveur de la coopération entre le FSLN et le président Enrique Bolaños dans sa lutte pour que l'ex-Président Arnoldo Alemán soit poursuivi pour corruption. Ortega, néanmoins, conclut finalement un pacte avec Alemán. Dans le même temps, Lewites révoqua, de leur poste au sein de l'administration municipale de Managua, des membres corrompus des partis d'Ortega et d'Arce.
Grâce à son appel aux gens lassés de la corruption, qu'ils soient partisans de gauche ou de droite, Lewites fut, pour un temps, le politicien le plus populaire du Nicaragua et s'attira le soutien de nombreuses figures historiques sandinistes de premier plan. Il tenta de se présenter, face à Daniel Ortega, comme candidat à l'investiture FSLN en vue de l'élection présidentielle de 2006, mais fut exclu du parti en février 2005.
Lewites joignit ses forces avec le parti dissident MRS comme candidat à l'élection présidentielle pour les élections 2006. Il choisit Edmundo Jarquín (en) en tant que colistier pour la vice-présidence.
Le 2 juillet 2006, Lewites mourut, victime d'une crise cardiaque à l'hôpital Metropolitano Vivian Pellas de Managua, âgé de 66 ans, quatre mois avant le scrutin présidentiel de 2006. Avant sa mort, les sondages plaçaient Lewites en troisième position, suivant de près Ortega et Eduardo Montealegre.